# (30852) Debye
(30852) Debye est un astéroïde de la ceinture principale.

## Description
(30852) Debye est un astéroïde de la ceinture principale. Il fut découvert le 2 octobre 1991 à Tautenburg par Freimut Börngen et Lutz Dieter Schmadel. Il présente une orbite caractérisée par un demi-grand axe de 2,17 UA, une excentricité de 0,16 et une inclinaison de 2,3° par rapport à l'écliptique.

## Compléments